# کاریسا بیسپینوسا
 کاریسا بیسپینوسا(نام علمی: Carissa bispinosa) نام یک گونه از تیره خرزهره‌ایان است.